# Meiji-za

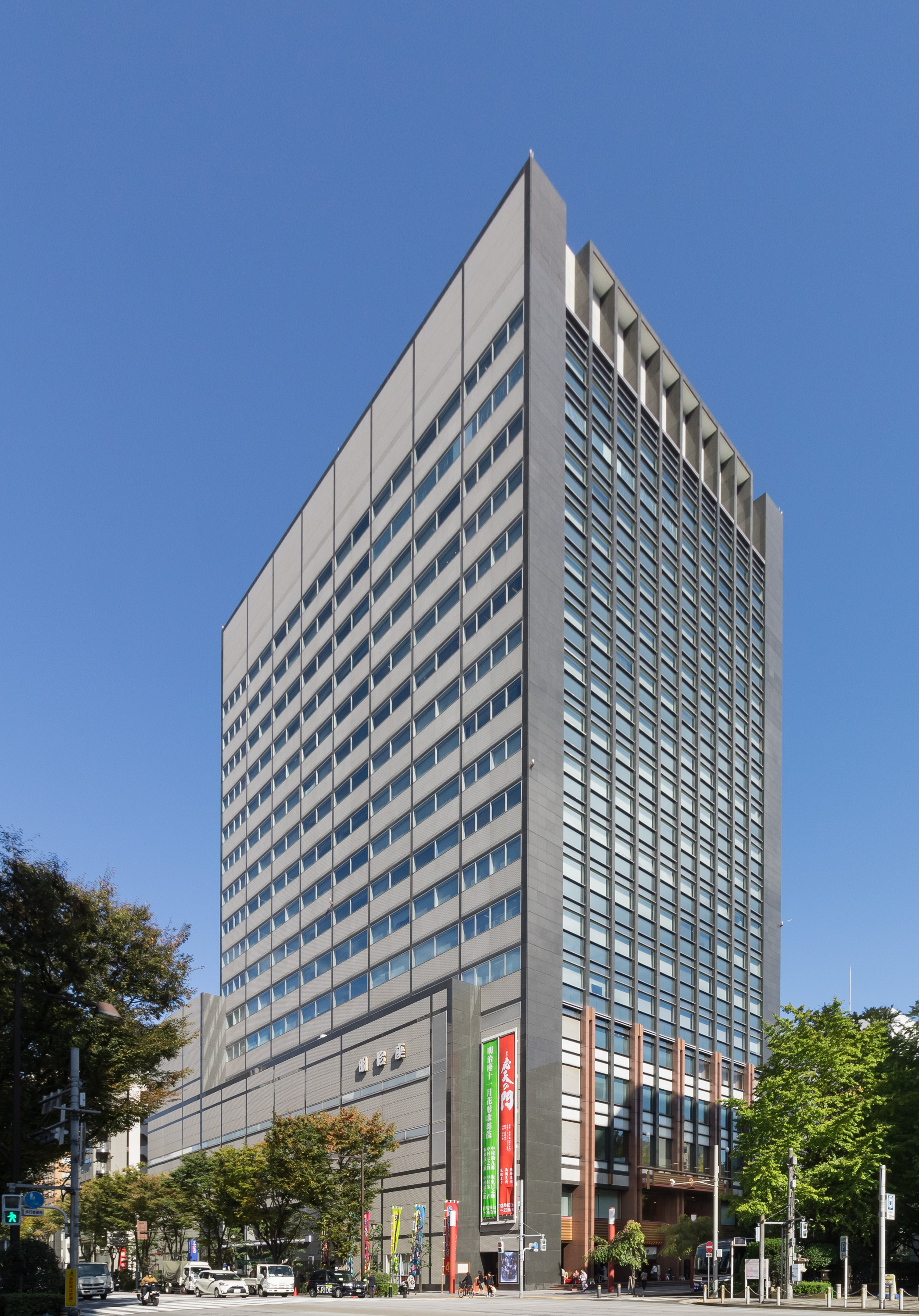
Théâtre de Meiji

Le Meiji-za (明治座, Meijiza) est un théâtre situé dans l'arrondissement de  Chūō à Tokyo. Construit  pour la première fois en 1873, il est reconstruit en 1885, 1928, 1950, 1958 et 1993. D'une capacité de 1 368 places, il présente des pièces du répertoire kabuki comme des pièces occidentales.